# Жизнепригодность системы оранжевого карлика
Оранжевые карлики (звёзды главной последовательности спектрального класса K, звёзды KV-класса, KV-звёзды, звёзды Златовласки) — могут иметь системы с планетами, на которых существует внеземная жизнь, в том числе высокоорганизованные формы жизни с высшими растениями и животными. На сегодня считаются наиболее вероятным типом звёзд, около которых могут быть обнаружены планеты с биосферой, схожей с земной.

## «Звёзды Златовласки»
По аналогии с названием «зо́на Златовла́ски» для зон обитаемости вокруг звёзд, в англоязычных источниках оранжевые карлики также упоминаются как «звёзды Златовла́ски» (англ. Goldilocks Stars). Под этим обозначением для звёзд KV-класса по имени героини сказки «Три медведя» подразумевается, что, по сравнению со звёздами других спектральных классов главной последовательности, они являются наиболее вероятным типом звёзд, у которых могут существовать планеты с внеземной жизнью, в силу следующих факторов:
- они излучают достаточно энергии в видимой части спектра, чтобы обеспечить температуру, которая позволяет жидкой воде существовать на поверхности планеты;[3]
- стабильная фаза активности в эволюции KV-звёзд более продолжительна по сравнению с Солнцем, что даёт больше времени для появления и развития жизни на окружающих планетах;[1][4]
- «обитаемая зона» около звезды, которая в зависимости от её размера располагается от 0,1-0,4 до 0,3-1,3 астрономических единиц, может находиться достаточно далеко, чтобы позволить планете сохранить собственное вращение, которое не синхронизировано с обращением планеты вокруг звезды, что в свою очередь, позволяет планете сохранить собственное магнитное поле;[5]
- изменения светимости звезды на протяжении её стабильной фазы активности незначительны, что сохраняет «обитаемую зону» неизменной на протяжении всей жизни звезды KV-класса;[6]
- по сравнению с меньшими по размеру красными карликами, KV-звёзды имеют умеренную вспышечную активность;[7]
- в силу ме́ньшей температуры оранжевых звёзд, уровень их ионизирующего ультрафиолетового излучения меньше солнечного, что также благоприятно для жизни;[1]
- более массивные жёлтые карлики и жёлто-белые карлики меньше распространены в Млечном Пути, что делает формирование планетной системы около звёзд KV-класса более вероятным в силу их бо́льшего количества.[1]

## Проблемы жизнепригодности систем KV-звёзд
По сравнению с солнцеподобными жёлтыми карликами, к отрицательным сторонам KV-звёзд с точки зрения возможности существования жизни в их окрестностях следует отнести их более интенсивную вспышечную активность, которая снижается у более тяжёлых и ярких звёзд этого типа. Также, более тесное расположение обитаемой зоны к центральной массе приводит к более интенсивному гравитационному взаимодействию, что, в конечном итоге, приводит к приливному захвату планеты и, в результате, к потере её магнитного поля вместе с его защитными свойствами. Помимо собственного вращения, сильное взаимодействие с центральной звездой снижает вероятность существования естественных спутников планет, которые, в свою очередь, могут иметь значительное влияние на их пригодность для жизни. Например, наличие Луны у Земли стабилизирует её наклон к плоскости эклиптики, что обеспечивает стабильность климата на планете.
Как результат, по аналогии с красными карликами, появление и длительное существование планеты с биосферой около тусклых K9V÷K5V звёзд требует наличия у центральной звезды и её планетной системы особых свойств, которые позволяют исключить отрицательные стороны этих звёзд с точки зрения жизнепригодности их систем. По этой причине вероятность существования обитаемых планет в окрестностях тусклых KV-звёзд незначительна, но, за счет их крайне большого количества в Млечном пути, вероятность реализации этих условий в случае одной из существующих систем остается достаточно высокой.
Таким образом, так как в пределах зоны обитаемости звёздная активность и интенсивность гравитационно−приливного воздействия звезды уменьшаются у более ярких оранжевых карликов, обитаемые планеты наиболее вероятны у более тяжёлых и ярких K4V÷K0V звёзд этого класса, но также возможны и у более тусклых KV-звёзд.

## Потенциально обитаемые планеты около звёзд KV-класса
На 2019 год обнаружено несколько потенциально обитаемых планетных систем около оранжевых карликов: Kepler-62, HD 40307, HD 85512.